# Il était une fois… (jeu)
Pour les articles homonymes, voir Il était une fois.
Il était une fois… est un jeu de société de Richard Lambert, Andrew Rilstone (en) et James Wallis (en), édité en France en 1995 par Halloween Concept sous licence Atlas Games, puis par Darwin Project, ayant comme principal objectif de narrer un conte de fées.
La version originale anglo-saxonne, qui date de 1994, est éditée par Atlas Games sous le nom de Once Upon A Time.

## Matériel
Le jeu est entièrement constitué de cartes :
- 112 cartes Conte (Il était une fois…) représentant des éléments typiques des contes de fées
- 56 cartes Dénouement, où sont inscrites des phrases que l'on trouve à la fin des contes (par exemple : Ils vécurent heureux et eurent beaucoup d'enfants.)

Quelques cartes vierges sont également fournies afin de permettre au propriétaire du jeu d'y introduire ses propres éléments.

## Objectifs
L'un des objectifs de Il était une fois… est de narrer un conte de fées en groupe, ; bien que l'histoire soit développée par l'ensemble du groupe, l'aspect compétitif du jeu fait que chaque joueur a pour objectif individuel d'utiliser toutes les cartes Conte qu'il a en main, et de terminer l'histoire avec sa propre carte spéciale Dénouement,,.
Un seul joueur à la fois est le conteur actif, ce qui lui donne une chance de jouer ses cartes Conte, tandis que les autres joueurs ont une chance d'« interrompre » l'histoire et de devenir le conteur si, par exemple, le conteur mentionne quelque chose présent sur l'une des cartes du joueur qui l'interrompt.
L'intérêt du jeu se trouve plus dans son aspect créatif que dans ses règles (très simples), et l'objectif des joueurs est généralement autant de raconter une belle histoire que de gagner.

## Règles

### Mise en place d'une partie
Chaque joueur reçoit une main de cartes qui représentent des éléments de l'histoire : des objets, des personnes, des événements et des « aspects » souvent impliqués dans les contes de fées (par exemple, il y a des cartes pour « une couronne », « une clé », « une marâtre », « une mort », « le temps passe », « dormir », etc. Ces cartes « Conte » (ou cartes « Il était une fois… ») représentent les ingrédients d'un conte de fées, c'est-à-dire des mots ou des phrases susceptibles d'apparaître dans les contes de fées. Depuis un autre paquet de cartes, chaque joueur reçoit également une carte de fin « Dénouement », qui doit rester secrète pour les autres joueurs jusqu'à ce qu'elle soit utilisée. Le but du jeu pour chaque joueur est d'utiliser ses cartes pour raconter une histoire, et de terminer l'histoire en utilisant sa carte « Dénouement ».

### Conventions
Un joueur à la fois est le conteur (les règles de la 2e édition suggèrent que le conteur de départ puisse être le « joueur avec la plus longue barbe », mais toute autre méthode sur laquelle les joueurs se mettent d'accord sera convenable). Chaque fois qu'un ingrédient de l'histoire est mentionné, si un joueur possède une carte Il était une fois… pour cet ingrédient, il peut la jouer et devenir (ou continuer à être) le conteur. Un joueur peut être amené à piocher des cartes Il était une fois… supplémentaires (par exemple, lorsqu'il est le conteur et qu'il est interrompu par un autre joueur qui devient le nouveau conteur, ou s'il hésite trop longtemps pendant qu'il raconte l'histoire). Si le conteur termine l'histoire avec la fin de sa carte Dénouement et qu'il n'a plus de cartes, il gagne. Les joueurs sont censés coopérer (dans une certaine mesure) afin d'éviter les contradictions.

## Déroulement de la partie
Le joueur dont c'est le tour doit donc inventer une histoire en y introduisant les éléments des cartes Il était une fois… qu'il a en main, et en menant la narration vers la conclusion inscrite sur sa carte Dénouement. Au moment où il introduit dans l'histoire un élément dont il a la carte Il était une fois…, il pose cette carte devant lui.
Quand il n'a plus de cartes Il était une fois… en main, il doit, en quelques phrases, terminer le récit et poser sa carte Dénouement de façon cohérente avec l'histoire.
Les autres joueurs ont la possibilité de récupérer la main de trois manières :
- Si le joueur qui conte l'histoire évoque un élément dont un autre joueur a la carte, ce joueur peut immédiatement poser cette carte et continuer la narration. Le joueur qui s'est fait interrompre pioche alors une carte Il était une fois…
- Certaines cartes Il était une fois… particulières sont appelées interruptions. Il en existe de cinq types : interruption objet, interruption lieu, interruption aspect, interruption personnage et interruption évènement. Elles permettent de récupérer la main au moment où le joueur qui conte l'histoire pose une carte du même type que l'interruption (par exemple, on peut utiliser une interruption objet sur la carte « une épée », ou une interruption évènement sur la carte « une dispute »). La carte interrompue reste jouée, mais la narration passe immédiatement au joueur ayant posé l'interruption, et le joueur qui s'est fait interrompre pioche une carte Il était une fois….
- Le joueur actif peut à tout moment décider de passer son tour. Il pioche alors une carte Il était une fois… puis s'en défausse d'une de son choix, et la narration passe au joueur à sa gauche.

Les autres joueurs peuvent également décider, d'un commun accord, d'interrompre le conteur s'ils estiment que la narration n'est pas assez fluide, que l'histoire devient incohérente, ou qu'une carte Dénouement jouée s'enchaîne mal avec le reste du conte.

### Fin de la partie
Le jeu se termine dès qu'un des joueurs gagne (en réussissant à poser toutes ses cartes Il était une fois… puis son Dénouement). Une nouvelle partie peut alors débuter et c'est, par convention, le joueur qui a gagné la partie précédente qui commence.

## Historique de publication

### Jeu de base en version originale
Richard Lambert a créé le concept du jeu et, avec James Wallis et Andrew Rilstone, a développé Once Apon A Time en 1990:304. Le jeu a finalement été publié par Atlas Games en 1994. Une deuxième édition a été publiée en décembre 1995[réf. nécessaire]. La troisième édition actuelle est sortie en octobre 2012.

### Extensions en version originale
Les extensions contiennent 55 cartes supplémentaires. Les extensions de la 2e édition comprennent :
- Dark Tales, éléments d'histoires sombres, sortie en mai 2004
- Create-Your-Own Storytelling Cards, cartes vierges, sortie en juin 2004

Les extensions de la 3e édition comprennent :
- Create-Your-Own Storytelling Cards, cartes vierges, sortie en octobre 2012
- Enchanting Tales, éléments prince et princesse, sortie en avril 2013
- Seafaring Tales, éléments aquatiques, sortie en août 2013
- Knightly Tales, éléments médiévaux, sortie en mars 2014
- Animal Tales, éléments animaliers, sortie en mai 2016
- Fairy Tales, éléments de contes de fées, sortie en octobre 2016
- Fairytale Mashups, éléments de contes de fées, sortie en novembre 2019

La 3e édition dispose également d'un Writer's Handbook (Manuel du scénariste), au format livre de poche. Il a été publié par Atlas Games en janvier 2013.

### Version française
Il existe trois éditions françaises du jeu, les deux premières sont rigoureusement identiques en termes de fonctionnement et de contenu, seules la boîte et les illustrations des cartes diffèrent. La troisième édition, éditée depuis 2006 par Play Factory, conserve les visuels de Stéphane Poinsot de l'édition précédente mais passe les cartes au format tarot dans un nouveau packaging.

## Réception

### Critiques
Écrivant pour le magazine de jeux britannique Arcane, Zy Nicholson a commenté que « Bien que je sois bien conscient que la première édition (maintenant épuisée) a reçu des critiques dithyrambiques, je vais accorder à ce jeu une note respectable mais prudente. ». Il a conclu en lui attribuant une note globale moyenne de 7⁄10.
Spike Y. Jones a chroniqué Il était une fois… pour Pyramid (en) no 6 (mars/avril 1994) et a déclaré que « Les règles sont suffisamment simples pour que les enfants et les grands-parents puissent tous jouer en même temps, et le jeu est si captivant que même les personnes qui méprisent vos activités de jeu de rôle seraient prêtes à se joindre à vous pour un peu de ce genre d'histoire. Que vous achetiez Il était une fois… pour vous-même ou pour l'offrir à un ami joueur ou à un parent non joueur, c'est un jeu de cartes qui ne restera pas sur une étagère à prendre la poussière. ». Commentant la deuxième édition dans le no 18 de Pyramid, le critique Derek Pearcy (en) a déclaré que le jeu « est un brillant exemple de ce que nous devrions obtenir sur ce nouveau marché du jeu » et « non seulement ce jeu est facile à apprendre, non seulement il est rapide, amusant, et une idée dans l'air du temps, mais… les filles pensent qu'il est génial », commentant « les paroles en l'air d'insultes occasionnelles [que de nombreuses sociétés de jeux ont payé] pour leur lectorat féminin. ».
En 1999, le magazine Pyramid a nommé Il était une fois… l'un des Meilleurs jeux de cartes du millénaire et également l'un des Jeux les plus sous-estimés du millénaire. Le rédacteur Scott Haring (en) a déclaré que « le jeu est tout aussi bon pour les enfants que pour les adultes. ».
Il était une fois… a été choisi pour figurer dans le livre de 2007 intitulé Hobby Games: The 100 Best (en). L'auteur et concepteur de jeux britannique Marc Gascoigne (en) a expliqué que Il était une fois… est « l'un des meilleurs moyens que j'ai trouvé pour attraper un non-joueur par son imagination et le projeter dans notre monde. ».
La 3e édition a été présentée dans la web-série TableTop (en) avec Wil Wheaton en 2013, et sa couverture est également apparue dans le livre de 2013 Spectrum 20 : The Best in Contemporary Fantastic Art.
Dans son livre Monsters, Aliens, and Holes in the Ground paru en 2023, l'historien des jeux de rôle Stu Horvath note que « Le jeu est simple, charmant, rapide et, parce que presque tout le monde est familier avec les contes de fées, il est accueillant pour les joueurs de tous les niveaux d'expérience. ». Horvath a noté qu'un problème majeur était la question du « trac », mais a commenté « Les cartes atténuent la paralysie de la narration en guidant les joueurs vers les mots qu'ils doivent utiliser. ».

### Récompenses
- Games a inclus la 2e édition de Il était une fois… dans la liste Games 100 1997 de la section Meilleur jeu de cartes familial du magazine[11]
- En 2013, la 3e édition du jeu a reçu le Tillywig Best Family Fun Award et a été recommandée pour le Parents' Choice Award (en)[18]
- Lors de l'édition 2013 du Origins Award, Il était une fois… a été finaliste dans la catégorie « Children's, Family, or Party Game »[18]

### Autres critiques et commentaires
- Casus Belli no 84 p.24 (Décembre 1994)[19]
- Shadis (en) no 27 (Mai 1996)

### Lien connexe
- The Extraordinary Adventures of Baron Munchausen – Un autre jeu de narration, également conçu par James Wallis (en)[2]